# Camillo Golgi
Pour les articles homonymes, voir Golgi.
Camillo Golgi (7 juillet 1843 à Corteno, province de Brescia, Italie - 21 janvier 1926 à Pavie, Italie) est un médecin italien. Il est colauréat avec Santiago Ramón y Cajal du prix Nobel de physiologie ou médecine de 1906 « en reconnaissance de leurs travaux sur la structure du système nerveux ».

## Biographie
Le père de Camillo Golgi était déjà médecin et officier médical de district. Golgi étudia la médecine à l'université de Pavie, où il travailla en pathologie expérimentale sous la direction de Giulio Bizzozero. Il obtint son diplôme en 1865. Il a passé la majeure partie de sa carrière à étudier le système nerveux et le système sensoriel.
À cette époque, les techniques de coloration des tissus étaient inadaptées à l'étude du système nerveux. Cet inconvénient conduisit Golgi, alors qu'il était officier médical en chef dans un hôpital psychiatrique, à faire des expériences d'imprégnation métallique des tissus nerveux. Il découvrit que le nitrate d'argent marquait entièrement un nombre limité de cellules, de façon apparemment aléatoire. Cela lui permit d'observer pour la première fois des cellules nerveuses et tous leurs prolongements dans le cerveau. Accès aux planches des cellules nerveuses (Drouin et al). Il appela sa découverte la « réaction noire », qui est depuis lors mieux connue sous le nom de méthode de Golgi.
La raison du marquage « aléatoire » reste mal comprise aujourd'hui. La réaction noire consiste en la fixation de particules de chromate d'argent sur les neurilemme (membrane des neurones) par réaction du nitrate d'argent avec le bichromate de potassium. Le résultat est un dépôt noir sur le soma, ainsi que sur l'axone et les dendrites, qui fournit une image claire et très contrastée du neurone.

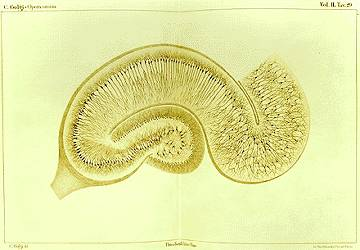
Dessin par Camillo Golgi d'un hippocampe fixé avec la méthode du nitrate d'argent.

Outre cette invention, Golgi découvrit un organe sensitif du tendon qui porte son nom. Il étudia le cycle de vie de Plasmodium falciparum et le relia avec la fréquence et la périodicité des fièvres dues à la malaria. Avec sa technique de coloration, Golgi identifia l'appareil réticulaire interne qui porte aujourd'hui son nom, l'appareil de Golgi.
Golgi et Santiago Ramón y Cajal reçurent le prix Nobel de physiologie ou médecine en 1906 pour leurs études de la structure du système nerveux.
Golgi est mort à Pavie en Italie, en janvier 1926.
L'astéroïde (6875) Golgi est nommé en son honneur.

## Œuvres
- (en) Camillo Golgi. Drouin E, Piloquet P, Péréon Y., « The first illustrations of neurons », Lancet Neurol., juin 2015 vol. 14 numéro 6, p. 567 et suiv..